# Gamma Scuti
Gamma Scuti (γ Scuti, förkortad Gamma Sct, γ Sct), som är stjärnans Bayer-beteckning, är en ensam stjärna i sydvästra delen av stjärnbilden Skölden. Den har en skenbar magnitud av 4,67 och är synlig för blotta ögat där ljusföroreningar ej förekommer. Baserat på parallaxmätning inom Hipparcosuppdraget på ca 10,2 mas, beräknas den befinna sig på ett avstånd av ca 320 ljusår (98 parsek) från solen.  

## Egenskaper
Gamma Scuti är en blå till vit stjärna i huvudserien av spektralklass A2: V. Den har en massa som är knappt 3gånger solens massa, en radie som är ca 4 gånger solens radie och avger ca 150  gånger mer energi än solen från dess fotosfär vid en effektiv temperatur på ca 9 000 K.
Gamma Scuti roterar snabbt med en projicerad rotationshastighet på 222 km/s, vilket ger stjärnan en något tillplattad form med en ekvatorialradie som uppskattas till att vara 21 procent större än polarradien.